# Liste du patrimoine culturel immatériel de l'humanité au Malawi
Cet article recense les pratiques inscrites au patrimoine culturel immatériel au Malawi.

## Statistiques
Le Malawi ratifie la convention pour la sauvegarde du patrimoine culturel immatériel le 16 mars 2010. La première pratique protégée est inscrite en 2008.
En 2020, le Malawi compte 6 éléments inscrits au patrimoine culturel immatériel, sur la liste représentative.

## Listes

### Liste représentative
L'élément suivant est inscrit sur la liste représentative du patrimoine culturel immatériel de l'humanité.
| Élément                                                                                           | Type | Subdivision | Année | Lien  | Notes                                   | Illus. |
| ------------------------------------------------------------------------------------------------- | --- | ----------- | ----- | ----- | --------------------------------------- | ------ |
| Le Gule Wamkulu                                                                                   | traditions et expressions orales pratiques sociales, rituels et événements festifs                               |             | 2008  | 00142 | Partagé avec le Mozambique et la Zambie |        |
| Le Vimbuza, danse de guérison                                                                     | pratiques sociales, rituels et événements festifs                                                                |             | 2008  | 00158 |                                         |        |
| La tchopa, danse sacrificielle des Lomwe du sud du Malawi                                         | pratiques sociales, rituels et événements festifs                                                                |             | 2014  | 00999 |                                         |        |
| Le nsima, tradition culinaire du Malawi                                                           | pratiques sociales, rituels et événements festifs                                                                |             | 2017  | 01292 |                                         |        |
| Le mwinoghe, danse joyeuse                                                                        | arts du spectacle pratiques sociales, rituels et événements festifs savoir-faire liés à l’artisanat traditionnel | Région Nord | 2018  | 01293 |                                         |        |
| L’art de fabriquer et de jouer la mbira/sanza, lamellophone traditionnel au Malawi et au Zimbabwe | arts du spectacle savoir-faire liés à l’artisanat traditionnel                                                   |             | 2020  | 01541 | Partagé avec le Zimbabwe                |        |

### Patrimoine immatériel nécessitant une sauvegarde urgente
Le Malawi ne compte aucun élément sur la liste du patrimoine immatériel nécessitant une sauvegarde urgente.

### Registre des meilleures pratiques de sauvegarde
Le Malawi ne compte aucune pratique listée au registre des meilleures pratiques de sauvegarde.